# Regan Poole
Regan Poole, född 18 juni 1998 i Cardiff i Wales, är en walesisk fotbollsspelare (försvarare) som spelar för Portsmouth FC.

## Klubbkarriär
Poole släpptes från Cardiff Citys ungdomslag i juni 2014 och skrev då på för League Two-laget Newport County Han gjorde sin ligadebut för Newport i mötet med Shrewsbury Town den 20 september 2014, då Poole enbart var 16 år och 94 dagar gammal blev han Newports yngste spelare någonsin.
Efter lite drygt en säsong hos Newport County värvade Manchester United Poole den 1 september 2015. Poole provtränade under sommaren med Liverpool men flyttade en vecka senare till Manchester till en kostnad av 100 000 £. Efter att ha fått sitta på bänken i Europa League samt FA-cupen i matcher mot Midtjylland respektive Shrewsbury Town gjorde Poole sin debut i Manchester United den 25 februari 2016. Han gjorde då ett inhopp i lagets returmöte med Midtjylland, då han bytte av Ander Herrera i den 91:e minuten.
Den 14 juni 2019 värvades Poole av Milton Keynes Dons.
Sedan januari 2021 spelar Poole för Lincoln City.

## Landslagskarriär
Poole gjorde sin landslagsdebut den 24 oktober 2014, då han spelade hela matchen när Wales U17-landslag besegrade Montenegros motsvarighet med 2-1. Efter debuten har Poole gjort ytterligare tre framträdanden för U17-landslaget.